# Pinocchio (Anime, 1976)
Pinocchio (japanisch ピコリーノの冒険 Pikorīno no bōken „Abenteuer von Piccolino“) ist eine Animeserie aus dem Jahre 1976, die in Koproduktion mit dem ZDF und ORF entstand. Die Serie basiert auf dem Kinderbuch Pinocchio von Carlo Collodi. Sie wurde genauso wie Wickie und die starken Männer, Heidi, Biene Maja und Sindbad im Auftrag von ZDF und ORF als Anime in Japan produziert.

## Inhalt

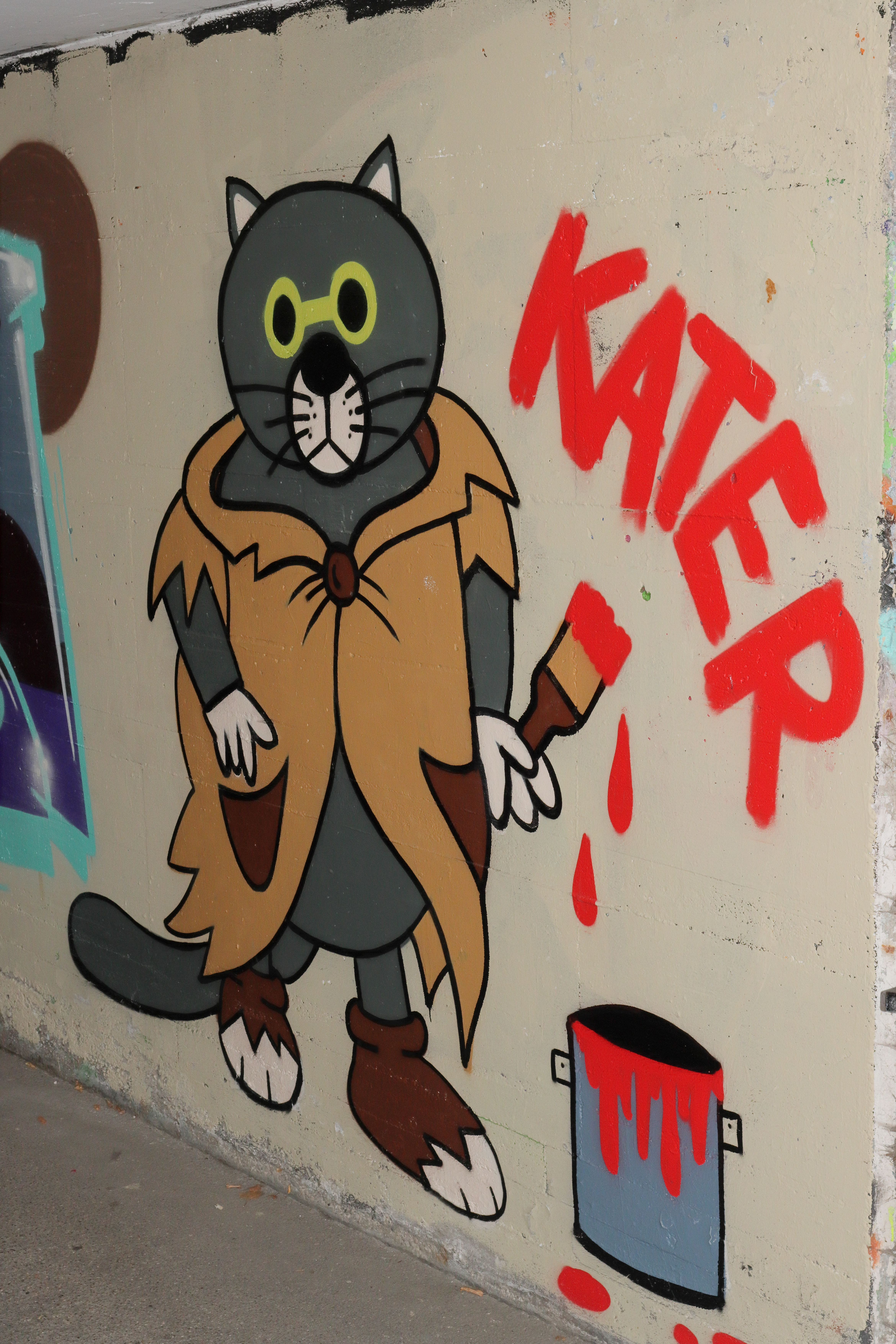
Der Straßenkater (Wandbild in einer Fußgängerunterführung)

Der Tischler Geppetto ist ein einsamer Mann und lebt mit seiner Katze Giulietta und dem Specht Rocco in einem bescheidenen Haus. Geppetto wünscht sich einen Sohn und nach kurzer Zeit erwacht eine Holzpuppe, an der er gearbeitet hat, zum Leben. Sie kann ihre Gliedmaßen bewegen und spricht. Geppetto ist begeistert. Pinocchio soll direkt am nächsten Tag zur Schule gehen wie ein ganz normaler Junge. Auf dem Hinweg begegnen er und seine Freundin Gina, eine Ente, jedoch dem hinterlistigen Fuchs und dem räudigen Straßenkater. Sie verführen ihn dazu, sich das städtische Puppenspiel anzusehen, und sind sehr freundlich zu Pinocchio. Eigentlich ist es aber ihre Absicht, ihn hinters Licht zu führen, um ihn an den Besitzer der Veranstaltung zu verkaufen. Pinocchio verdient Geld bei dem Puppenspieler und macht sich dann auf die Suche nach seinem Geppetto. Im weiteren Verlauf der Geschichte begegnet Pinocchio immer wieder dem Fuchs und dem Straßenkater, die versuchen, ihn davon abzuhalten, seinen Geppetto zu finden, ihm Streiche spielen und ihn ausnutzen. Pinocchio verbringt einige Zeit bei seiner guten Fee, die Geppetto bei der Erziehung Pinocchios helfen möchte. Er soll endlich ein braver Junge werden und Geppetto nicht mehr zur Last fallen. Jedoch spielen Fuchs und Straßenkater ihm wieder Streiche und Pinocchio nimmt eine lange Wanderung auf sich, um seinen Herrn zu finden. Auf dem Weg dorthin gerät er mit seinem Freund ins Spieleland. Im Spieleland verwandelt er sich in einen Esel. Er wird erst wieder zurückverwandelt, als er etwas Gutes und Uneigennütziges tut. Pinocchio muss zur Insel der Delfine und zur Stadt am Meer, wird jedoch in den Bauch eines Wales gespült, wo er Geppetto wieder sieht. Gemeinsam gelingt es den beiden, sich aus dem Bauch des Wales zu befreien. Zu Hause verspricht Pinocchio, ehrlich zu sein. Als er diesen Vorsatz einhält, wird am nächsten Tag aus der Holzpuppe ein Mensch.

## Produktion und Veröffentlichung
Die 52-teilige Serie wurde 1976 vom Studio Nippon Animation gemeinsam mit Apollo Film unter der Regie von Hiroshi Saitō und Shigeo Koshi produziert. Marty Murphy entwarf das Design und schrieb das Script. Die Serie war – nach Wickie und die starken Männer (1974) und Die Biene Maja (1975) – die dritte der Animeserien zu Kinderbuchklassikern, die als Koproduktionen zwischen ZDF, ORF und Nippon Animation entstanden.
Die Erstausstrahlung fand vom 27. April 1976 bis zum 16. Mai 1977 bei TV Asahi statt. Die deutsche Fassung wurde erstmals ab dem 8. September 1977 vom ZDF gesendet. Der Anime wurde unter anderem auch ins Französische, Spanische, Italienische und Polnische übersetzt. Später erschienen die Folgen in Japan und Deutschland auf DVD, für die deutsche Ausgabe wurden die Episoden in drei Staffeln partitioniert.

### Synchronisation
Für die Synchronisation war Eberhard Storeck verantwortlich, die meisten der deutschen Synchronsprecher sind mittlerweile (Stand: Oktober 2024) verstorben.
| Rolle | Japanischer Sprecher | Deutscher Sprecher                                                  |
| --- | -------------------- | ------------------------------------------------------------------- |
| Pinocchio | Masako Nozawa        | Helga Anders                                                        |
| Ente Gina | Kazuko Sugiyama      | Christa Häussler                                                    |
| Geppetto | Junji Chiba          | Willy Friedrichs                                                    |
| Specht Rocco | Kaneta Kimotsuki     | Harald Baerow                                                       |
| Katze Giulietta | Miyoko Aso           | Monika John                                                         |
| Fuchs | Sanji Hase           | Fred Maire                                                          |
| Straßenkater | Ichirou Nagai        | Michael Rüth                                                        |
| Gute Fee | Mami Koyama          | Ursula Wolff                                                        |
| Landstreicher Romeo |                      | Holger Ungerer                                                      |
| Rosetta, die alte Frau |                      | Else Quecke                                                         |
| 1. Wirt |                      | Herbert Weicker                                                     |
| 2. Wirt |                      | Harry Kalenberg                                                     |
| Wirtin |                      | Margit Weinert                                                      |
| Dr. Uhu |                      | Bruno W. Pantel                                                     |
| Marionettenbudenbesitzer |                      | Herbert Weicker                                                     |
| Dorfältester |                      | Leo Bardischewski                                                   |
| 1. Bauer |                      | Bruno W. Pantel                                                     |
| 2. Bauer |                      | Walter Ofiera                                                       |
| Kutscher |                      | Peter Capell                                                        |
| Zirkusdirektor |                      | Herbert Weicker                                                     |
| Bürgermeister |                      | Gustl Datz                                                          |
| Fischer |                      | Walter Reichelt                                                     |
| Maciello |                      | Wolfgang Hess                                                       |
| Krämer Marcello |                      | Harry Kalenberg                                                     |
| Herr Giovanni |                      | Leo Bardischewski                                                   |
| Sieglinde |                      | Marianne Paar                                                       |
| Gorilla |                      | Christian Marschall                                                 |
| Mäusemutter |                      | Inge Schulz                                                         |
| Schnecke |                      | Alice Franz                                                         |
| Schildkröte |                      | Lorley Katz                                                         |
| Kröte |                      | Käte Jaenicke                                                       |
| Rabe |                      | Franz Rudnick                                                       |
| Hase |                      | Carlos Placha                                                       |
| Habicht |                      | Harald Baerow                                                       |
| Delphin |                      | Manfred Lichtenfeld                                                 |
| Eichhörnchenmutter |                      | Margit Weinert                                                      |
| Tante Eichhörnchen |                      | Gusti Kreissl                                                       |
| Eichhörnchenjunges |                      | Conny Franz                                                         |
| Richter, der ein Affe war                                                                                                   |                      | Herbert Weicker                                                     |
| Thunfisch |                      | Christian Marschall                                                 |
| Erzähler | Miyoko Aso           | Episode 1: Leon Rainer ab Episode 2: Christa Häussler als Ente Gina |
| Pierrot Esel Donkey Löwe Rosario Hund Kunibert Papagei Koko Leierkastenmann Camirio Clown Hund Aridolo Affe Meerschweinchen |                      | Eberhard Storeck                                                    |

### Musik
Den japanischen Soundtrack komponierte Yasushi Nakamura, die Musik der deutschen Fassung stammt von Karel Svoboda. Der japanische Vorspanntitel Boku wa picorīno stammt von Osugi Kumiko, ebenso wie das Abspannlied Orību no kokage. Der deutsche Vorspann wurde von Karel Svoboda komponiert, von Florian Cusano getextet und von Mary Roos gesungen.

## Details der einzelnen Folgen
Es folgt eine Aufzählung aller 52 Folgen mit einer kurzen Inhaltsangabe.
| Nr. | Deutscher Titel                        | Originaltitel                   | Erstausstrahlung D, JAP | Deutschsprachige Erstausstrahlung (D) |
| --- | -------------------------------------- | ------------------------------- | ----------------------- | ------------------------------------- |
| 1 | Wie Pinocchio auf die Welt kommt       | Pikorino no tanjo               | 27. Apr. 1976           | 8. Sep. 1977                          |
| Der alte Marionettenschnitzer Geppetto schnitzt sich eine Holzpuppe, damit er nicht mehr so alleine ist. Diese wird augenblicklich lebendig und ärgert mehr oder weniger absichtlich die Katze Giulietta. Der Specht Rocco ärgert Pinocchio. Als Pinocchio Rocco schnappen will, stürzt Pinocchio vom Dach und zieht sich einen Riss am Arm zu, Geppetto versorgt Pinocchios Arm mit Kleister und einem Verband und fordert Pinocchio auf, im Bett zu bleiben. Als Geppetto in die Stadt geht, putzt Pinocchio das Haus, gerät aber wieder in einen Konflikt mit Giulietta, bei dem es im Haus zu brennen beginnt. Pinocchio und Giulietta können den Brand löschen, Geppetto kommt heim und ist sich nicht mehr sicher, ob er sich mit der Puppe einen Gefallen getan hat. Er gibt der Puppe den Namen Pinocchio. |                                        |                                 |                         |                                       |
| 2 | Das Riesenei ist eine Ente             | Machi wa oosawagi               | 4. Mai 1976             | 15. Sep. 1977                         |
| Geppetto geht mit Pinocchio in die Stadt, um ihm Kleider zu kaufen. Während Geppetto beruflich zu tun hat, richtet Pinocchio durch eine Ratten-Verfolgungsjagd auf einem Markt großen Schaden an. Geppetto muss den Schaden bezahlen. Pinocchio läuft heim, kocht für Giulietta eine (versalzene) Gemüsesuppe und lernt die junge Ente Gina kennen, deren Ei, aus dem sie geschlüpft ist, er ganz alleine essen wollte. Währenddessen beginnen der räudige Fuchs und der Straßenkater die Suppe aufzuessen. Während Pinocchio die beiden verjagt, richten sie im Haus großen Schaden an. Geppetto kommt heim und verwünscht die Stunde, in der er Pinocchio geschnitzt hat. Pinocchio ist beleidigt und schmollt, doch Geppetto kocht eine neue Suppe und erklärt Pinocchio, dass er es nicht so gemeint hat und ihn in die Schule schicken will. |                                        |                                 |                         |                                       |
| 3 | Tanz’ Püppchen, tanz’                  | Ningyo shibai koya he iko u     | 11. Mai 1976            | 22. Sep. 1977                         |
| Pinocchio muss in die Schule, doch knapp vor dem Schulgebäude überreden ihn der räudige Fuchs und der Straßenkater, eine Marionettenschau zu besuchen. Als Pinocchio im Marionettentheater ist, wird er von den beiden in seiner Abwesenheit für 5 Goldstücke an den Budenbesitzer verkauft. Pinocchio nimmt das Bühnenstück sehr ernst, läuft auf die Bühne und kämpft gegen einen Drachen, der eine Prinzessin bedroht. Dabei zerstört er das gesamte Zelt. Der Budenbesitzer, ein bärtiger Riese, der soeben Pinocchio gekauft hat, nimmt ihn mit auf seine Tournee. Inzwischen wollte Geppetto Pinocchio von der Schule abholen, hofft aber, dass er schon heimgegangen ist. |                                        |                                 |                         |                                       |
| 4 | Wo ist Geppetto?                       | Bokuha dai suta                 | 18. Mai 1976            | 29. Sep. 1977                         |
| Pinocchio reist mit der Marionettenschau „Gran Teatro dei Burattini“ im Land umher und ist in kürzester Zeit der Star der Show. Sogar der tyrannische Budenbesitzer erkennt, dass ihm Pinocchio viel Geld einbringt. Weil aber Pinocchio keine Anstalten macht, wieder zu Geppetto heimzukehren, schreibt die Ente Gina ein Bühnenstück, das der Realität sehr nahe kommt: Der alte Geppetto sucht Pinocchio überall, findet ihn aber nicht. Pinocchio erkennt während seinem Auftritt, dass es Geppetto tatsächlich schlecht gehen dürfte und beginnt, wie auch der Budenbesitzer, zu weinen. Letztendlich zahlt der Budenbesitzer Pinocchio 5 Goldmünzen für seine Arbeit aus und lässt ihn ziehen. Pinocchio ist mit Gina unterwegs zu Geppetto. |                                        |                                 |                         |                                       |
| 5 | Das unheimliche Wirtshaus              | Odoroodorono aka ebi ya         | 25. Mai 1976            | 6. Okt. 1977                          |
| Auf dem Weg nach Hause trifft Pinocchio den räudigen Fuchs und den Straßenkater und wird von ihnen überredet, zu einem Acker zu gehen, auf dem man angeblich Goldmünzen pflanzen kann, aus denen danach Bäume mit je 500 neuen Goldmünzen wachsen. Obwohl die Ente Gina Pinocchio davon abhalten will, geht er mit den beiden mit. Nachts kommen sie zum Wirtshaus „Zum roten Hummer“, in dem sich der Fuchs und der Kater den Wanst vollschlagen. Nachdem Fuchs und Kater insgesamt 20 Portionen Eintopf, Nudeln in Buttersoße und mit Käse überbacken, Omelett mit Königsvogeleiern und Blaubeeren gefüllt, Hühnchen, Hummer chinesischer Art, Fisch und einen Berg Kartoffelbrei verspeist haben - Pinocchio hat nur ein Stück Fleisch und einen Löffel Kartoffelbrei abgekriegt - übernachten die Drei in Gästezimmern. Ein nächtlicher Diebstahl der beiden bei Pinocchio geht schief, sie werden von ihm erwischt, können ihm aber weismachen, dass es sich nur um einen Probe-Diebstahl gehandelt hat. Am nächsten Tag sind sie schon voraus zum Acker gegangen. Pinocchio muss zwei Goldmünzen für Zimmer und Verpflegung bezahlen und weiß nicht, wo der Acker ist. |                                        |                                 |                         |                                       |
| 6 | Bei der guten Fee                      | Ruri shoku kami no shojo        | 1. Juni 1976            | 13. Okt. 1977                         |
| Pinocchio will mit Gina zum Acker gehen, wo die Geldbäume wachsen, findet ihn aber nicht. Stattdessen kommt er zu einem Haus mit einer jungen Frau mit langen schwarzen Haaren. Diese Frau ist sehr freundlich, gibt Gina Wasser, bereitet ihr und Pinocchio Frühstück zu, doch Pinocchio will nichts essen, sondern den Weg zum Acker wissen, den die Frau ihm dann auch zeigt. Er muss durch den tiefen Wald gehen. Gina geht nicht mit, weil sie nicht daran glaubt. Auf dem Weg durch den dunklen Wald fürchtet sich Pinocchio sehr und trifft prompt zwei Gespenster, die er aber als räudiger Fuchs und Straßenkater erkennen kann. Die beiden wollen ihm das Säckchen mit den Goldmünzen rauben, die beiden Bösewichter die Pinocchio bislang nur „freundlich“ reingelegt haben, bzw. auf seine Kosten lebten, treten hier einmalig ziemlich gewalttätig auf, halten Pinocchio grob fest, und als sie bemerken, dass Pinocchio die Goldmünzen in seinem Mund hat, versuchen sie seinen Mund gewaltsam zu öffnen, in der Hoffnung, dass er schon irgendwann den Mund öffnen wird, hängen Fuchs und Kater Pinocchio an einen hohen Baum, als Kater Pinocchio am Baum hängen sieht, scheint er etwas Mitleid für ihn zu empfinden, dann verschwinden die beiden. Es beginnt zu regnen. Am nächsten Tag bemerkt Gina, dass Pinocchio an einem Baum hängt. Sie ruft die junge Frau um Hilfe, die sich als eine gute Fee zu erkennen gibt. Die gute Fee ruft einen Adler, der Pinocchio vom Baum holen soll und danach klingelt sie nach Kunibert, dem struppigen Hühnerhund, der Pinocchio mit seiner Mäusekutsche mit 180 Mäusebeinen (also 45 Mäusen) abholen soll. |                                        |                                 |                         |                                       |
| 7 | Pinocchios lange Nase                  | Bokui iko ninarunda             | 8. Juni 1976            | 20. Okt. 1977                         |
| Pinocchio liegt bei der guten Fee mit hohem Fieber im Bett, die Fee hat es nicht leicht mit ihrem Schützling, der Rote-Beete-Saft mit Rhabarber ist ihm zu sauer, die Speisen aus Karotten, Kohl und Spinat die ihn gesund machen sollen, will er auch nicht essen. Weil er die bittere Medizin nicht trinken will, erscheinen ihm schwarze Hasen, die ihm prophezeien, dass er in wenigen Minuten sterben wird. Also trinkt Pinocchio doch die Medizin, wird gesund und tollt sofort wieder draußen herum. Da kommt der Specht Rocco angeflogen, der Pinocchio gesucht hat und teilt ihm mit, dass Geppetto seinetwegen sehr traurig ist. Wieder im Haus bei der guten Fee lügt Pinocchio neben Gina und Rocco, dass er bei Geppetto immer ein guter Junge war und auch in der Schule immer fleißig gewesen ist. Plötzlich wächst ihm die Nase, die bald so lang ist, dass sie zum Fenster hinausragt. Pinocchio fängt schrecklich an zu weinen, weil er allen leid tut, darf Rocco ihm mit seinen Artgenossen die lange Nase wieder abpicken. Pinocchio verspricht, ab jetzt immer ein braver Junge zu sein. |                                        |                                 |                         |                                       |
| 8 | Wo die Geldbäume wachsen               | Fushigino nohara                | 15. Juni 1976           | 27. Okt. 1977                         |
| Pinocchio ist mit Gina, Rocco und einem Korb gefüllt mit Esssachen auf dem Weg zu Geppetto. Fuchs und Kater, die ihn überreden wollen, mit ihnen zum Acker zu gehen, auf dem angeblich die Geldbäume wachsen, ignoriert er. Nachdem Fuchs und Kater in Pinocchios Abwesenheit aber über Gina und Rocco ein Fass stülpen und damit verhindern, dass sie auf ihn aufpassen, schaffen sie es doch, dass Pinocchio mit ihnen zum Acker geht. Pinocchio gräbt seine übrig gebliebenen vier Goldmünzen ein. Während er Wasser zum Gießen holt, graben Fuchs und Kater die Münzen wieder aus und verabschieden sich danach. Pinocchio übernachtet am Acker. Gina und Rocco können sich in der Zwischenzeit aus dem Fass befreien. Als Pinocchio am nächsten Tag aufwacht und keine Geldbäume sieht, klärt ihn ein Papagei auf, dass er betrogen wurde. Beim Versuch, die Münzen wieder auszugraben, stellt Pinocchio weinend fest, tatsächlich betrogen worden zu sein. Er macht sich mit Gina auf den Weg zu Geppetto, während Rocco davonfliegt, weil er sonst mit Pinocchio schimpfen müsste. |                                        |                                 |                         |                                       |
| 9 | Geppetto bekommt Besuch                | Sen onna no shiroi chiisa na ie | 22. Juni 1976           | 3. Nov. 1977                          |
| Pinocchio und Gina sind auf dem Weg zu Geppetto. In der Zwischenzeit verrät der Papagei Coco der guten Fee, dass Pinocchio wieder einmal nicht brav war und auf einem Acker Geldbäume einpflanzen wollte anstatt zu Geppetto zu laufen. Die gute Fee fährt mit der Mäusekutsche zu Geppetto und versucht ihn zu überreden, dass er ihr Pinocchio anvertraut, damit er etwas lernt. Zuerst glaubt Geppetto das die Fee ihn für einen „alten vertrottelnden Mann“ hält der nicht in der Lage ist sein eigenes Kind zu erziehen, und glaubt sogar die Fee sei eine Hexe die ihm seinen Jungen wegnehmen will, doch die Fee schafft es Geppetto davon zu überzeugen das sie nur das Allerbeste für Pinocchio will, und Geppetto gibt nach. Pinocchio gerät nun in einen Sturm, der ihn direkt zum Haus der guten Fee bringt, obwohl er eigentlich nicht mehr zu ihr zurück will. Nachdem er dort gespeist hat, lehrt ihn die gute Fee Rechnen. Trotz vieler Ablenkungen versucht Pinocchio, recht brav am Stuhl zu sitzen und seine Aufgaben zu machen. |                                        |                                 |                         |                                       |
| 10 | Das große und das kleine Einmaleins    | Boku benkyo surunda!            | 29. Juni 1976           | 10. Nov. 1977                         |
| Pinocchio muss Mathematik-Beispiele lösen, er ist aber sehr unkonzentriert. Als Rocco kommt, will er, dass er ihm die Lösungen verrät und würgt ihn dabei sogar. Während Rocco und Gina in der Küche helfen und draußen im Wasser planschen, sitzt Pinocchio vor den Rechnungen und zappelt herum, bis ihm die Beine an den Stuhl gebunden werden. Die gute Fee schreibt einen Brief an Geppetto, in dem sie zuversichtlich ist, dass Pinocchio in zwei bis drei Wochen wieder zu ihm zurückkommen wird. Letztendlich löst Pinocchio alle Rechnungen und darf draußen spielen. |                                        |                                 |                         |                                       |
| 11 | Vom Richter, der ein Affe war          | Inchiki saiban                  | 6. Juli 1976            | 17. Nov. 1977                         |
| Pinocchio wird von der guten Fee zum Gemüse einkaufen in die Stadt geschickt. Nachdem Pinocchio mit dem Einkauf von Brot, Gemüse und eines Knochenschinkens fertig ist, trifft er auf den Fuchs und den Kater die einen Apfel stehlen wollen, der Pinocchio der Einkaufstasche gekullert ist. Er fesselt sie und bezichtigt sie vor versammelter Menschenmenge des Diebstahls, worauf Fuchs und Kater ein Gerichtsverfahren fordern. Pinocchio geht mit den beiden Gefesselten durch einen Wald zu einem Haus, das wider Erwarten von Affen bewohnt ist. Der Richter, der wie ein Gorilla aussieht, nimmt den Sachverhalt (den Goldmünzen-Diebstahl) auf, verlangt aber Zeugen. Da Pinocchio keine Zeugen hat, befragt der Richter eine Standuhr und einen Spiegel, welche nichts vom Diebstahl wissen. Er spricht Fuchs und Kater frei, da Fuchs ihm im Falle eines Freispruchs die Einkaufstasche mit Inhalt anbietet, als der Richter Fuchs und Kater freispricht, Pinocchio der lügerei bezichtigt und Fuchs und Kater über ihren Freispruch jubeln, rastet Pinocchio aus und tritt und beißt Fuchs und Kater, dem Richter platzt der Kragen, er fixiert Pinocchio, indem er sich auf ihn draufsetzt, lässt Pinocchio gefesselt in den Keller einsperren und isst daraufhin das Gemüse auf, Fuchs und Kater gelingt es ein Brot zu erbeuten und damit davonzulaufen. Später kann der Specht Rocco Pinocchio befreien, der voll Zorn zur guten Fee nach Hause geht. |                                        |                                 |                         |                                       |
| 12 | Immer Ärger mit den Hausaufgaben       | Manukeotoschino machittenaani   | 13. Juli 1976           | 24. Nov. 1977                         |
| Pinocchio lernt wieder, beim lernen will ein kleines Mäuschen einen von Pinocchios süßen Keksen stehlen, Pinocchio verhindert dies, doch als die kleine Maus zu heulen anfängt schenkt Pinocchio ihr doch den Keks, dann erscheint die Mutter des Mäusekindes und Pinocchio lässt sich von der Mäusefamilie bei den Mathematik-Aufgaben helfen. Als die gute Fee dahinterkommt, droht sie ihm, dass er in die „Stadt der Dummköpfe“ geschickt wird, in der man nicht arbeiten muss, sondern nur faulenzt. Für Pinocchio klingt diese Drohung aber eher wie ein Wunschtraum, deswegen wird er von der Fee mit der Mäusekutsche hingeführt. Dort angekommen, wird er von einem freundlichen Oran Utan der einen Hut trägt durch die Stadt geführt, in der Stadt der Dummköpfe grüßen sich alle ausschließlich mit „Guten Tag“, schlafen in Häusern ohne Dach, essen, wenn überhaupt, nur ein Mal pro Woche (die restlichen 6 Tage verdauen sie), das Wasser im Freibadbecken wird in einem riesigen Krug herbeigeschafft, doch weil die Faulpälze nicht gerne arbeiten, kann das schon mal einen Sommer lang dauern, und falls sie Brot essen wollen, essen sie nur Mehl, Sauerteig, Salz und Wasser und wärmen danach ihre Bäuche auf, damit das Brot im Bauch aufgeht. Pinocchio ist schockiert, hat aber einen Riesenhunger, bei der Suche nach etwas zu essen trifft Pinocchio eine Frau die Brot backt, außer sich vor Hunger erkennt Pinocchio nicht das es sich dabei um die Fee handelt, Pinocchio muss lange warten, bis das Brot fertiggebacķen ist, als die Frau mit dem restlichen Brot verschwindet, klopft der immer noch hungrige Pinocchio verzweifelt an die Tür und plötzlich steht er vor dem Haus der guten Fee, die schon mit einer kräftigen Suppe und frischen Brot auf ihn wartet. Pinocchio will nie wieder in die Stadt der Dummköpfe und verspricht, immer brav zu lernen. |                                        |                                 |                         |                                       |
| 13 | Die abenteuerliche Nacht               | Yoasobi wa tanoshiina           | 20. Juli 1976           | 1. Dez. 1977                          |
| Pinocchio will bei Vollmond raus, muss aber ins Bett. Der Straßenkater klopft ans Fenster und fordert ihn auf, in ein Wirtshaus mitzukommen, wo er und der Fuchs sich wieder mit ihm vertragen wollen. In Wirklichkeit muss der Fuchs dort wegen Zechprellerei ein Jahr lang als Kellner arbeiten und will, dass ihn Pinocchio ablöst. Pinocchio läuft mit dem Kater zum Wirtshaus, tanzt dort im Glauben, alle seien seinetwegen dort und läuft frühmorgens wieder heim, ohne den Fuchs abzulösen. Pinocchio ist den ganzen Tag müde und schläft am Tag. Trotzdem läuft er in der nächsten Nacht wieder mit dem Kater mit zum Wirtshaus, was die gute Fee aber bemerkt. Dort tanzt er wieder, er bekommt aber Wein vom Fuchs und übernimmt kurz dessen Kellnertätigkeit. Der Fuchs kommt frei. Der Wirt will, dass Pinocchio weiterarbeitet. Pinocchio kann aber flüchten. Als er daheim ankommt, lügt er, dass er vor einem Hund weglaufen musste und bekommt daher wieder eine lange Nase. Als er alles zugibt, klopft ihm der Specht Rocco die Nase wieder ab. |                                        |                                 |                         |                                       |
| 14 | Wie Pinocchio ein Hofhund wird         | Pikorino banken ninaru          | 27. Juli 1976           | 8. Dez. 1977                          |
| Pinocchio schläft, da klopfen der Fuchs und der Kater am Fenster an und bitten ihn, ihre Freunde, vier Wiesel, vor dem bösen Hofhund Melampo zu retten, der sie morgen töten will. In Wirklichkeit ist Melampo aber ein alter ausgemerkelter Hund dessen Zähne nur noch Stummel sind, und die Wiesel Hühnerdiebe. Pinocchio lässt sich überreden und läuft mit Fuchs und Kater zum Hof. Dort liefern sich Pinocchio und der Hofhund einen Kampf, während Fuchs und Kater ein Loch in den Hühnerstall graben. Doch sie werden tatsächlich von vier Wieseln beobachtet, die Fuchs und Kater daran hindern, die Hühner zu stehlen und selber mit ein paar Hühnern abhauen. Fuchs und Kater können vor dem aufgewachten Hofbesitzer fliehen, Pinocchio wird von ihm entdeckt und an einen Baum gebunden. Er streitet mit dem Hund weiter. |                                        |                                 |                         |                                       |
| 15 | Die hinterlistigen Wiesel              | Pikorino banken ninaru nochi    | 3. Aug. 1976            | 15. Dez. 1977                         |
| Die gute Fee bemerkt, dass Pinocchio nicht zu Hause ist und ist wütend. Gina und Rocco suchen ihn. Pinocchio ist noch immer am Hof an einem Baum festgebunden und muss auf die Hühner aufpassen. Nachdem Gina und Rocco ihn gefunden haben, bleibt Gina bei ihm, Rocco fliegt empört zurück zu Geppetto. In der nächsten Nacht kommen die vier Wiesel - die Rädelsführerin der Wiesel ist weiblich - wieder und wollen die restlichen Hühner stehlen. Sie nehmen Gina um sie zu fressen, geben sie aber Pinocchio zurück, er muss dafür aber leise sein, während sie die Hühner stehlen, als Belohnung winkt Pinocchio ein Huhn. Pinocchio hindert den Hund am Bellen. Gina sucht im Haus einen Meißel, mit dem Pinocchio sein Seil durchhacken kann. Danach kämpft er mit den vier Wieseln, die mittlerweile in den Hühnerstall eingedrungen sind und hindert sie an der Flucht, die Wiesel jammern dabei vor Schmerzen weil Pinocchio sie an den Schwänzen festhält. Der Hofbesitzer stellt fest, dass Pinocchio tatsächlich nicht mit den vier Wieseln unter einer Decke steckt, lässt ihn heimgehen und hofft das den Wiesel nach dem Schreck die Lust auf,s Hühner stehlen vergangen ist. |                                        |                                 |                         |                                       |
| 16 | Ist Geppetto wirklich krank?           | Warau orochi                    | 10. Aug. 1976           | 22. Dez. 1977                         |
| Pinocchio ist auf dem Heimweg zur guten Fee. Er hat aber ein schlechtes Gewissen, weil er tagelang weg war, also geht Gina vor und entschuldigt sich für ihn bei ihr, während Pinocchio im Wald auf sie warten soll. Der Fuchs und der Kater, die ebenfalls kein Interesse daran haben, dass Pinocchio zurück zur guten Fee geht, berichten ihm, dass Geppetto krank sei. Pinocchio läuft zu Geppetto, begegnet unterwegs aber einer riesigen Schlange, die Rauch aus dem Schwanz blasen kann, die sich aber zum Glück wegen Pinocchios ängstlichem Gezappel totlacht, sodass Pinocchio weiterlaufen kann. Geppetto bekommt in der Zwischenzeit vom Fuchs und vom Kater einen angeblich von Pinocchio geschriebenen Brief, in dem behauptet wird, dass er vom Feuerfresser und seiner Bande verschleppt wurde und sich jetzt am blauen Meer befindet. Geppetto, die Katze Giulietta und der Specht Rocco machen sich also auf den Weg zum blauen Meer. Als Pinocchio Geppettos Haus erreicht, ist der schon weg. Pinocchio findet den Brief, liest ihn und erkennt, dass ihn der Fuchs und der Kater geschrieben haben. Weil die beiden anwesend sind und alles erklären wollen, beginnt ein Kampf zwischen den beiden und Pinocchio. |                                        |                                 |                         |                                       |
| 17 | Die verschwundene Fee                  | Sen onna samagainakunatta       | 17. Aug. 1976           | 29. Dez. 1977                         |
| Pinocchio will Fuchs und Kater, beide gefesselt, der guten Fee vorführen. Diese verwandelt aber vorher ihr Haus in ein Grab und weiht Gina ein, dass sie unsichtbar geworden ist. Als Pinocchio das Grab erreicht, liest er, dass darin die gute Fee liegt, die seinetwegen gestorben ist. Gina bekommt von der guten Fee den Auftrag, Pinocchio zum blauen Meer zu schicken, um Geppetto zu suchen. Als sich dieser auf den Weg macht, erzählt ihm der Fuchs von einem Baum mit den fliegenden Stöcken, dessen Äste einen überall hinbringen, wohin man auch will. Pinocchio soll einen speziellen Ast abbrechen, auf dem ein Wespennest hängt. In Wirklichkeit wollen der Fuchs und der Kater den Honig haben, der sich im Wespennest befindet (!). Als Pinocchio den Ast abbrechen will, fällt eine Taube vom Baum, die er bis zum nächsten Tag wieder gesund pflegt. In der Nacht wollen der Fuchs und der Kater das Nest selber vom Baum holen, müssen aber letztendlich vor den Wespen fliehen. Die Taube entpuppt sich als Zaubertaube (mit der Stimme der guten Fee), die immer größer wird, sodass Pinocchio und Gina darauf in Richtung blaues Meer fliegen können. |                                        |                                 |                         |                                       |
| 18 | Die Reise auf der Taube                | Sora no tabi                    | 24. Aug. 1976           | 5. Jan. 1978                          |
| Pinocchio und Gina fliegen mit der Taube in Richtung blaues Meer und werden dabei vom Fuchs und Kater beobachtet, die die Verfolgung aufnehmen, einen Wasserfall hinunterfallen, einen Esel stehlen und wieder verlieren. Ein Hase bestätigt Pinocchio, dass Geppetto vorbeigekommen ist. Die Taube macht einen Zwischenstopp in einem baufälligen Haus, hätte gerne grüne Erbsen und schickt deswegen Pinocchio auf den Markt. Da dieser kein Geld hat, hilft er einem Händler beim Verkaufen vom Gemüse. Mehr Geld verdient er aber beim Faxen machen. Mit diesem Geld kauft er sich die Erbsen und bringt sie zur Taube. Anfangs ziert er sich, mitzuessen, will sich lieber drei Eier einverleiben, aus denen aber drei Küken schlüpfen. Letztendlich treibt ihn aber der Hunger und er isst ebenfalls die Erbsen, die ihm sehr gut schmecken. Gina ahnt mittlerweile, dass die Taube die gute Fee ist. |                                        |                                 |                         |                                       |
| 19 | Auf der Suche                          | Aka raochi ta Jina              | 31. Aug. 1976           | 12. Jan. 1978                         |
| Pinocchio und Gina fliegen mit der Taube zur Stadt der weißen Mauern, wo Pinocchio Geppetto suchen soll. Als er die Taube überredet, ein paar Saltos zu fliegen, fällt Gina hinunter. Pinocchio muss sie suchen. In der Zwischenzeit finden aber der Fuchs und der Kater, die der Taube gefolgt sind, Gina ausgerechnet in dem Moment, in dem sie Geppetto gefunden, aber noch nicht angesprochen hat. Sie fangen sie und überreichen Geppetto einen angeblich von Pinocchio geschriebenen Brief, in dem er berichtet, dass er jetzt in der Stadt der Delphine sei. Geppetto macht sich mit Giulietta und Rocco sofort auf den Weg dorthin und verpasst Pinocchio um Haaresbreite, der gerade Gina sucht. Als Pinocchio Gina findet, wollen der Fuchs und der Kater sie gerade fressen. Er rettet die bewusstlose Gina und verjagt die beiden. Später fliegt er ihnen auch mit der Taube hinterher. Sie werden ins Meer gejagt, Pinocchio springt ihnen voll Zorn nach und die Taube muss alle drei vor dem Ertrinken retten. Aus Dankbarkeit verraten der Fuchs und der Kater, wohin sie Geppetto geschickt haben und geloben Besserung. |                                        |                                 |                         |                                       |
| 20 | Die Stadt der Delphine                 | Zepetto-jisan gaita             | 7. Sep. 1976            | 19. Jan. 1978                         |
| Pinocchio und Gina fliegen noch immer auf der Taube und suchen Geppetto. Am Boden helfen der Fuchs und der Kater mit, weil beide geschworen haben, anständige Leute zu werden. Allerdings treibt sie der Hunger letztendlich doch dazu, wieder Bösewichte zu werden und wieder zu stehlen. In einem Bauernhaus entwenden sie Würste und bemerken nicht, dass ausgerechnet in diesem Haus Geppetto übernachtet hat. Später fährt der Bauer Pinocchio mit einer Kutsche zum nächsten Dorf, in dem Geppetto mit einer Postkutsche weiter in Richtung der Stadt der Delphine aufbrechen will. In der Zwischenzeit macht Pinocchio auf der Taube Faxen anstatt Ausschau nach Geppetto zu halten, sodass die Taube ihn in einen Heuhaufen fallen lässt und mitteilt, dass sie im nächsten Dorf auf ihn warten wird. Genau in dem Augenblick, als Pinocchio ein Nickerchen am Straßenrand macht, fährt die Kutsche mit Geppetto an ihm vorbei. Dabei wird die Szene von der Taube beobachtet, die wenig später Pinocchio darauf aufmerksam macht, dass Geppetto an ihm vorbeigefahren ist. Danach fliegt sie für immer davon. Gina offenbart Pinocchio, dass die Taube die gute Fee war. Pinocchio ruft ihr weinend hinterher und gelobt, alleine nach Geppetto zu suchen. |                                        |                                 |                         |                                       |
| 21 | Allein auf dem Meer                    | Iruka no umi no machi he        | 14. Sep. 1976           | 26. Jan. 1978                         |
| Pinocchio ist mit Gina zu Fuß auf dem Weg zur Stadt der Delphine, er hofft aber noch immer, dass die gute Fee in Gestalt der Taube wieder zurückkommt. Der Möwe Anton will er den Bart ausreißen, weil er glaubt, dass er die gute Fee ist. Als er feststellt, dass er nicht die Fee ist, will er trotzdem mitfliegen und lügt ihn an, dass er Geppetto sucht, der an „Windpocken, Mumps und allem möglichen“ erkrankt ist. Als die Nase länger wird, muss er zugeben, gelogen zu haben. Daraufhin wird die Nase wieder kürzer. In der Zwischenzeit hat Geppetto die gesamte Stadt der Delphine nach Pinocchio abgesucht und glaubt, dass er ein Boot genommen und aufs Meer gefahren ist. Trotz massivem Widerstand der Katze Giulietta kauft er ein Boot und legt bei hohem Wellengang und Regen ab. Als Pinocchio die Stadt erreicht, sieht er Bewohner, die auf das Meer Geppettos Namen rufen und zieht den Schluss, dass auch er mit einem Boot auf das Meer hinaus muss, um Geppetto zu finden. Er nimmt ein Boot und fährt davon. Fuchs und Kater, die vor lauter Hunger wieder stehlen, flüchten mit einigen Säcken voller Lebensmittel ebenfalls mit einem Boot aufs stürmische Meer hinaus. Pinocchio ruft nach Geppetto. |                                        |                                 |                         |                                       |
| 22 | Die wunderbare Rettung                 | Iruka no otomodachi             | 21. Sep. 1976           | 2. Feb. 1978                          |
| Pinocchio und Gina sitzen im Boot und suchen im tosenden Meer Geppetto. Tatsächlich sehen sie ihn, er ist aber zu weit entfernt. Der Fuchs und der Kater erleiden Schiffbruch. Als Pinocchio die beiden retten will, kippt auch sein Boot um. Auch Geppettos Boot kentert bei dem Sturm. Als wieder Schönwetter ist, trifft der im Wasser treibende Pinocchio auf einen Delphin. Dieser behauptet, zu wissen, wo Geppetto ist. Er nimmt Pinocchio auf den Rücken und schwimmt unter Wasser zu einem Fisch mit diesem Namen. Pinocchio ist enttäuscht und beschimpft den Delphin, der daraufhin davonschwimmt. Pinocchio treibt mit Gina wieder allein im Meer. Nach einer Weile geht er aber unter, weil sich sein Holz vollgesaugt hat. Der Delphin rettet ihn und schwimmt mit ihm zu einer Insel. |                                        |                                 |                         |                                       |
| 23 | Ins Netz gegangen                      | Nora inu no aridoro             | 28. Sep. 1976           | 9. Feb. 1978                          |
| Pinocchio und Gina werden vom Delphin auf eine Insel gebracht. Auch der Fuchs und der Kater stranden auf dieser Insel. Als Pinocchio die beiden sieht, will er nichts mehr mit ihnen zu tun haben und geht weiter. Wenig später kommt ein streunender Hund, der den Fuchs und den Kater zu jagen beginnt. Kaum sieht er Pinocchio, beginnt er auch ihn zu jagen. Pinocchio kann sich nur mit einem Sprung ins Meer retten. Der Hund springt hinterher, muss aber von Pinocchio vor dem Ertrinken gerettet werden. Der Hund will Freundschaft mit ihm schließen und verrät, dass er Aridolo heißt. Pinocchio verweigert aber die Freundschaft, schwimmt lieber im Meer herum und gerät in ein Fischernetz. Pinocchio wiegt sich in Sicherheit, weil er annimmt, dass ihn der Fischer freilässt, muss aber spätestens dann den Ernst der Lage erkennen, als er vom Fischer in Salbeiblätter eingewickelt und paniert wird. Im letzten Augenblick klopft der Fuchs an der Tür an und lenkt den Fischer ab, sodass der Kater einen Fisch stehlen kann. Zufälligerweise hat Gina in der Zwischenzeit den Hund Aridolo wieder getroffen und beide machen sich auf die Suche nach Pinocchio. In der Fischerhütte erkennt Aridolo den panierten Pinocchio und streitet sich mit dem Kater um ihn, der noch immer denkt, es sei ein Fisch. Als der Fischer die beiden in seinem Haus um Pinocchio streiten sieht, kann er den Kater und den Fuchs vor dem Flüchten zurückhalten. Der Hund rettet Pinocchio und sie schließen nun doch Freundschaft. |                                        |                                 |                         |                                       |
| 24 | Im Dorf der fleißigen Bienen           | Boku hatarakunda                | 5. Okt. 1976            | 16. Feb. 1978                         |
| Pinocchio und Gina wachen im Wald auf und hören Arbeiterinnen singen, die Getreide ernten. Pinocchio hilft mit, ist aber zu schwach und zu langsam, deswegen soll er Tomaten ernten. Leider erntet er die grünen Tomaten, weil sie tiefer hängen als die reifen roten Tomaten. Trotzdem darf er am Abend mit dem Dorfältesten ins Dorf der fleißigen Bienen, wo er ein Abendessen bekommt und später in einem eigenen Haus übernachten darf. Am Morgen bekommt er ein Frühstück serviert, danach soll er den Frauen beim Wäschewaschen helfen. Beim Hingehen stört er (unabsichtlich) Fischer, die gerade ein Fischernetz einziehen. Beim Wäschewaschen fällt ihm die Wäsche in den Schmutz. Als er die dreckige Wäsche am Bach reinigen will, zerreißt er sie versehentlich und zu guter Letzt fällt er mit der Wäsche ins Wasser. Abends bekommt er aber noch eine Chance, doch noch im Dorf bleiben zu dürfen. Er muss Gäste des Dorfältesten bewirten. Pinocchio stellt fest, dass es sich bei den Gästen um den räudigen Fuchs und den Straßenkater handelt. Er muss sie die ganze Nacht bewirten. |                                        |                                 |                         |                                       |
| 25 | Der Kampf mit den Gespenstern          | Dorobo taiji                    | 12. Okt. 1976           | 23. Feb. 1978                         |
| Pinocchio muss im Dorf der fleißigen Bienen den räudigen Fuchs und den Straßenkater bedienen. Nach einem üppigen Mahl lassen sie sich von ihm massieren. Weil beide bei der Massage zuerst drankommen wollen, entwickelt sich ein Streit, der in einer Prügelei mit Pinocchio endet, bei der auch viel Geschirr zu Bruch geht. Erst als der Dorfälteste ins Haus kommt, hört der Streit auf. Er merkt an, dass es schwer ist, für Pinocchio eine Arbeit zu finden. In der nächsten Nacht wird das Lagerhaus geplündert. Pinocchio bekommt den Auftrag, die Diebe zu fangen oder zu verjagen. Schon in der ersten Nacht stellt sich heraus, dass der Fuchs und der Kater die Diebe sind. Pinocchio und Gina schlafen beim Wache schieben ein, und Pinocchio verbrennt sich die Nase am brennenden Licht, Gina muss feststellen, dass der oder die Diebe mittlerweile in das Lagerhaus eingedrungen sind, Pinocchio betritt mit schlotternden Knien das Lagerhaus, Fuchs und Kater die sich wieder mal den Wanst vollschlagen verkleiden sie sich als Gespenster und jagen Pinocchio einen riesen Schrecken ein. Pinocchio öffnet im Lagerhaus alle Weinfässer und wirft Mehlsäcke in den so entstandenen See aus Wein, woraufhin Fuchs und Kater – die jede Menge Wein getrunken, erstaunlicherweise aber nicht stark betrunken sind – sich ergeben und flüchten müssen. Am nächsten Tag darf Pinocchio angeln gehen. |                                        |                                 |                         |                                       |
| 26 | Hilfe für die Schildkröten             | Umi kame santono yakusoku       | 19. Okt. 1976           | 2. März 1978                          |
| Pinocchio angelt im Meer und schläft ein. In der Nacht kommt eine Schildkröte aus dem Meer gekrochen, gräbt ein Loch und legt Eier hinein. Leider wird sie vom Fuchs und vom Kater dabei beobachtet. Weil diese beiden Schildkrötensuppe kochen als auch die Eier essen wollen, drehen sie die Schildkröte auf den Rücken und laufen in die Stadt, um Hammer, Säge, eine Pfanne und Brennholz zu holen. In der Zwischenzeit bemerkt auch Pinocchio die Schildkröte die bitterlich weint. Um ihr zu helfen, dreht er sie wieder um und gräbt die Eier aus. Als Fuchs und Kater zurückkommen, verrät er ihnen, dass er die Eier gerettet hat und zeigt ihnen stolz den Sack, in dem die Eier jetzt liegen. Der Fuchs und der Kater verfolgen Pinocchio, dieser kann die Eier aber in einer Möwen-Brutkolonie verstecken. Sowohl der Fuchs als auch der Kater werden von den Möwen verjagt. 10 Tage später schlüpfen die jungen Schildkröten aus, während die Möwen noch schlafen. Diese Szene wird von der alten Schildkröte beobachtet, die sich herzlich bei Pinocchio bedankt und ihn und Gina auf ihrem Panzer zu einer anderen Insel mit einer großen Stadt mitnimmt. |                                        |                                 |                         |                                       |
| 27 | Wie Pinocchio den Schuster reich macht | Kutsuya shugyo                  | 26. Okt. 1976           | 9. März 1978                          |
| Pinocchio und Gina wanken erschöpft und hungrig durch die Stadt. Der Schuster Django lädt sie zu sich nach Hause ein und gibt ihnen etwas zu essen. Pinocchio erfährt, dass er seine Miete nicht zahlen kann und will ihm helfen. Django lehrt Pinocchio, wie man Schuhe macht, Pinocchio stellt sich aber recht ungeschickt an. Er überlegt sich in der Nacht, wie man mit ganz wenig Arbeit sehr viele Schuhe machen kann und baut eine Maschine, die Schuhe macht. Am nächsten Tag bringen der Fuchs und der Kater einen Brief vorbei, in welchem dem Schuster ein (vermeintlicher) Großauftrag versprochen wird. Als dieser deswegen das Haus verlässt, wollen sie von Pinocchio Schuhe gemacht bekommen, doch es stellt sich heraus, dass die versprochenen Goldmünzen aus Lehm sind. Pinocchio und der enttäuscht zurückkommende Schuster verjagen die beiden. Der Schuster kann mit Pinocchio mit der Maschine viele Schuhe in kurzer Zeit machen und daraufhin verkaufen, wodurch er reich wird. Pinocchio muss weiter, den alten Geppetto suchen. Der Schuster gibt ihm Gold und Pinocchio macht sich auf den Weg. |                                        |                                 |                         |                                       |
| 28 | Ein Esel ist zu gewinnen               | Pikorino no marason taikai      | 2. Nov. 1976            | 16. März 1978                         |
| Pinocchio und Gina haben wieder Hunger und Durst und sind auf dem Weg in die Stadt. Das Gold haben sie für Naschereien und Süßigkeiten schon ausgegeben. In der Stadt hören sie, dass ein Marathonlauf stattfinden wird, bei dem ein Esel der Hauptpreis ist. Auch der Fuchs und der Kater wollen diesen Esel gewinnen und melden Pinocchio für den Marathon an. Wenn Pinocchio gewinnt, wollen sie mit dem Esel verschwinden. Als der Marathon beginnt, läuft Pinocchio los, macht aber recht bald bei einer Bäckerei halt. Erst als der Fuchs und der Kater für ihn Brot kaufen, läuft Pinocchio weiter. Später bekommt er Bauchschmerzen, auch hier versuchen Fuchs und Kater zu helfen. Immer wieder kann Pinocchio den Rückstand aufholen, er macht aber später ein Nickerchen unter einer Zeder. Der Fuchs und der Kater, die immer mitlaufen müssen, wecken ihn. Dabei zerreißt Pinocchios grüne Jacke. Erst als der Fuchs verspricht, dass er ihm eine neue Jacke kauft, läuft Pinocchio weiter. Wieder kann er alle Gegner überholen und bleibt prompt 100 Meter vor dem Ziel bei einer Schneiderei stehen und wartet eine halbe Stunde auf den Fuchs und den Kater, die ihm eine neue Jacke kaufen müssen, weil Pinocchio sonst nicht über die Ziellinie laufen will. Also opfern die beiden ihre letzten drei Silbermünzen, damit Pinocchio endlich weiterläuft und den Esel gewinnt. Er setzt sich mit Gina auf den Esel und galoppiert davon. Der Fuchs und der Kater laufen hinterher. |                                        |                                 |                         |                                       |
| 29 | Ein leichtsinniges Versprechen         | Roba no Donki                   | 9. Nov. 1976            | 23. März 1978                         |
| Pinocchio und Gina reiten auf dem Esel. Weil er ihn aber dauernd am Schwanz zieht und ärgert, bleibt der Esel stehen und weigert sich, weiter zu gehen. Erst als ihm Pinocchio Stroh, Hafer, Obst und Gemüse verspricht, ist der Esel bereit, die Reise fortzusetzen. Sie kommen zu einem Wirtshaus, in dem Pinocchio recht unwillig anfragt, ob der Wirt Arbeit für ihn hat, damit er das Versprechen, das er dem Esel gegeben hat, einlösen kann. Als Arbeit muss er Wasser vom Brunnen holen, das Zimmer kehren und noch andere Hausarbeiten erledigen. Am Abend fällt er neben dem Esel im Stall erschöpft ins Heu und schläft ein. In der Nacht bekommt der Wirt Besuch vom räudigen Fuchs und vom Straßenkater, die Pinocchio und den Esel die ganze Zeit verfolgt haben. Sie behaupten, er hätte ihnen den Esel gestohlen. Danach verlassen sie das Wirtshaus und hoffen, dass Pinocchio rausgeworfen wird und wollen sich dann bei der Gelegenheit den Esel schnappen. |                                        |                                 |                         |                                       |
| 30 | Überfall im Wirtshaus                  | Yadoya no dorobo sawagi         | 16. Nov. 1976           | 30. März 1978                         |
| Pinocchio arbeitet weiterhin brav im Wirtshaus. Er ist nicht für alle Arbeiten geeignet, zum Beispiel kann er nicht kassieren, weil er nicht rechnen kann, aber für Stallarbeiten oder für die Bedienung der Kundschaft ist er brauchbar. In der Nacht kommen der Fuchs und der Kater und stehlen alles, was nicht niet- und nagelfest ist. Sie stehlen auch den Esel, der das Diebesgut tragen muss. Im Wald werden sie aber von der guten Fee, die noch immer eine riesige Taube ist, beobachtet. Sie verjagt die beiden und erfährt vom Esel, dass Pinocchio im Wirtshaus arbeitet, damit es ihm, Gina und Pinocchio gut geht. Die gute Fee verwandelt sich in eine einhörnige Ziege, begleitet den Esel zurück und legt das Diebesgut vor das Haus, damit die Gäste ihre Sachen wieder bekommen. Gina fragt die Ziege, ob sie den Esel gesehen hat, die Ziege teilt ihr mit, dass der Esel mit ihr geht und dass Pinocchio wieder Geppetto suchen soll. Gina erkennt, dass es sich bei der Ziege um die gute Fee handeln muss. Pinocchio und Gina machen sich wieder zu Fuß auf den Weg. |                                        |                                 |                         |                                       |
| 31 | Wiedersehen mit Rocco                  | Rokko tono saikai               | 23. Nov. 1976           | 6. Apr. 1978                          |
| Der Fuchs und der Kater finden in einem Stall eine Kuh, die sie melken wollen, werden aber vom Bauern verjagt. Als sie Pinocchio treffen, behauptet der Fuchs, dass der Kater Rattengift gegessen hat und Milch zum Überleben braucht. Also geht Pinocchio zum Bauernhof, um die Milch zu holen, findet dort aber den Specht Rocco in einem Vogelkäfig. Er erfährt von ihm, dass ihn der Fuchs wieder einmal angelogen hat und dass Rocco Geppetto bei dem großen Sturm (aus Episode 22) aus den Augen verloren hat, an einen Strand geweht und von der guten Fee gerettet wurde. Später musste Rocco, auf der Suche nach Geppetto, vor einem Habicht fliehen und wurde vom Bauern Giorgio gerettet. Seitdem lebt er im Käfig, wo es ihm eigentlich recht gut geht. Die gute Fee lebt in einem Dorf im Süden in einem weißen Haus. Pinocchio will Rocco befreien, der Bauer verlangt aber, dass er dafür 100 Mal ein Wasserrad (Pindoro) drehen muss, um das Reisfeld zu bewässern. Nach 17 Drehungen kann Pinocchio den Fuchs überreden, das Rad zu drehen, mit dem Argument, dass ihm die Kuh versprochen habe, ihm dann den Eimer Milch zu geben. Nachdem der Fuchs und der Kater bei Drehung Nummer 99 angelangt sind (und Pinocchio derweilen woanders spielt), sehen sie den Bauern und flüchten. Der Bauer bedankt sich bei Pinocchio und lässt Rocco frei. Pinocchio macht sich mit Gina auf den Weg zur guten Fee während Rocco losfliegt und Geppetto sucht. |                                        |                                 |                         |                                       |
| 32 | Der geheimnisvolle Turm                | Fushigi na katatsumuri          | 30. Nov. 1976           | 13. Apr. 1978                         |
| Pinocchio und Gina wollen zur guten Fee gehen, kennen aber den Weg nicht. Sie fragen eine weiße einhörnige Ziege nach dem Weg. Pinocchio behauptet, der kleine Bruder der Fee zu sein und dass er fast brav geworden sei. Trotz mehr oder weniger kleiner Lügen zeigt ihm die Ziege den Weg. Pinocchio läuft vor, bis er mit voller Geschwindigkeit in einen Turm läuft, der plötzlich vor ihm auftaucht. Er klopft ungeduldig an, ganz oben im Turm verspricht ihm eine große Schnecke, nach unten zu kommen und ihm zu öffnen. Er müsse aber leise sein, weil die gute Fee schlafe. Pinocchio wartet lange, aber nach über sechs Stunden kann er nicht mehr anders und beginnt, sich anders Zutritt zu verschaffen. Er rüttelt laut am Tor, versucht, auf den Turm zu steigen, will unter der Tür ein Loch durchgraben. Zuletzt will er das Tor eintreten. bis er mit dem Fuß im Tor steckenbleibt. Der Turm verwandelt sich in einen dicken Baum, in dem Pinocchio noch immer feststeckt. Oben sitzt die gute Fee in Gestalt der großen Taube und meint, dass Pinocchio noch eine ganze Weile weiterreisen soll. Er soll auch nicht lügen und höflich sein. Daraufhin fliegt sie davon. Pinocchio verspricht weinend, brav zu werden. |                                        |                                 |                         |                                       |
| 33 | Die Fahrt im Ballon                    | Fusen ryoko                     | 7. Dez. 1976            | 20. Apr. 1978                         |
| Pinocchio und Gina sehen einen Gasballon landen. Er läuft hin und bekommt vom Ballonfahrer den Auftrag, auf den Ballon aufzupassen, damit er im Dorf mittagessen und weitere Passagiere abholen kann. Dafür darf Pinocchio dann ebenfalls mitfahren. Als der Besitzer weg ist, kommen der Fuchs und der Kater vorbei und wollen den Ballon stehlen. Pinocchio kann sie vertreiben. Später öffnet er aber das Gas-Ventil, damit der Ballon fahrbereit ist, wenn der Besitzer zurückkommt. Der Fuchs und der Kater lösen die Halteleinen, sodass Pinocchio und Gina in der Gondel, der Fuchs und der Kater an einem Seil unterhalb der Gondel hängend, losfliegen. Der Besitzer, der just in diesem Moment mit den neuen Passagieren kommt, fordert Pinocchio auf, an einem speziellen Gas-Ablass-Seil zu ziehen, Pinocchio schafft es aber nicht. Als es der Ballon später gerade noch über einen hohen Berg schafft, nachdem Pinocchio alles von Bord geworfen hat, gelangen der Fuchs und der Kater in die Gondel. Bei Pinocchios Versuch, den Kater zu vertreiben, flüchtet dieser an den Seilen hinauf in Richtung Gasballon und springt zum Gas-Ablass-Seil. Der Ballon stürzt ab. |                                        |                                 |                         |                                       |
| 34 | Pinocchios Kampf mit den Nachtgeistern | Pikorino ga kakashi ninatta     | 14. Dez. 1976           | 27. Apr. 1978                         |
| Pinocchio, Gina, der Fuchs und der Kater fallen mit dem Gasballon vom Himmel. Zum Glück wird der Fall von einem Baum abgebremst. Ein Jäger fängt die vier und will sie im Dorf verkaufen. Als die Dorfbewohner hören, dass sie vom Himmel gefallen sind und weil Pinocchio von einer Fee redet, glauben sie, die Fee hätte die vier geschickt und wollen den Fuchs und den Kater den geheimnisvollen Tieren opfern, die seit Wochen die Felder verwüsten und die Hühner stehlen. Die beiden werden gefesselt und von einem Baum gehängt, sie können sich aber der nächtlichen Tieren erwehren, die sich als Schweine herausstellen. Am nächsten Tag verspricht Pinocchio, die Tiere zu vertreiben. Er, der Fuchs und der Kater werden von drei Schweinen verfolgt. Als sie auf einen Baum flüchten, rennt eines der drei Schweine in diesen Baum und ist tot. Die Verfolgungsjagd geht weiter, abermals flüchten Pinocchio, der Fuchs und der Kater auf einen Baum, diesmal rennen beide Schweine in diesen Baum und sind ebenfalls tot. Reich beschenkt darf Pinocchio das Dorf verlassen. Gina will der Fee von Pinocchios Heldentat berichten. Als er ihr aber verrät, dass auch der Fuchs und der Kater mitgeholfen haben, will Gina nichts mehr berichten, worauf die beiden zu streiten beginnen. |                                        |                                 |                         |                                       |
| 35 | Die goldene Uhr                        | Nusuma reta kindokei            | 21. Dez. 1976           | 4. Mai 1978                           |
| Der Fuchs und der Kater stehlen dem Krämer Marcello in seinem Laden eine goldene Taschenuhr und können trotz Verfolgungsjagd mit ihr flüchten. Sie treffen auf Pinocchio und „schenken“ ihm die Uhr. Pinocchio geht weiter und trifft auf einen Mann mit dem Namen Greco, der ihn zu sich ins Haus einlädt und ihm das Ablesen der Uhrzeit mehr oder weniger erfolgreich beibringt. Pinocchio darf mit Gina sogar bei ihm schlafen und träumt vom Uhrzeit ablesen. In der Nacht versuchen der Fuchs und der Kater, vom Dachboden aus die Uhr mit einem Haken von Pinocchios Kopf zu holen, scheitern aber, weil er aufwacht. Es glaubt ihm niemand, dass ihm fast die Uhr gestohlen wurde. Am nächsten Tag spaziert er mit Gina und der Uhr weiter. Dabei trifft er den Fuchs und den Kater, die ihn auffordern, gut auf die Uhr aufzupassen. |                                        |                                 |                         |                                       |
| 36 | Ührlein, Ührlein, du musst wandern     | Bokuno takaramono               | 28. Dez. 1976           | 11. Mai 1978                          |
| Auf der Suche nach der goldenen Uhr trifft der Krämer und ehemalige Besitzer der Uhr Marcello auf den Fuchs und den Kater. Sie gaukeln ihm vor, dass Pinocchio der Anführer einer Diebesbande ist und sie gezwungen hat, die Uhr zu stehlen. Marcello fesselt die beiden und fährt mit ihnen in die nächste Stadt, wo sie tatsächlich auf Pinocchio treffen. Marcello lässt den Fuchs und den Kater mit Pinocchio reden, in der Hoffnung, dass sie ihm die Uhr wieder abknöpfen. Stattdessen rauben sie ihm die Uhr und laufen davon. Marcello bedroht Pinocchio, der ihm versprechen muss, die Uhr zurückzuholen. Marcello nimmt die Ente Gina als Geisel. Pinocchio findet mit Hilfe einer weißen, einhörnigen Ziege, die in Wirklichkeit die gute Fee ist, den schlafenden Fuchs und den Kater und kann ihnen die Uhr entreißen. Er bringt sie Marcello, der Gina wieder freilässt. Weil Pinocchio aber der Uhr sehr nachtrauert und hemmungslos zu weinen beginnt, schenkt er ihm die Uhr. |                                        |                                 |                         |                                       |
| 37 | Landstreicher Romeo                    | Romeo toiu shonen               | 4. Jan. 1977            | 18. Mai 1978                          |
| Pinocchio und Gina treffen einen schwer bepackten Jungen namens Romeo. Dieser wirft seinen Wecker weg und verbrennt sein Lesebuch, weil er nicht mehr lernen will. Pinocchio ist darüber sehr überrascht und schockiert und lügt ihm einige Sachen vor, unter anderem dass er in der Schule immer sehr brav war. Dabei beginnt seine Nase wieder zu wachsen. Romeo bricht wieder auf, Pinocchio läuft in den nächsten Ort, wo er sich wegen der langen Nase sehr schämt. Ein Arzt will ihm mit einer Säge die Nase abschneiden, aber Pinocchio ist damit nicht einverstanden und läuft wieder davon. Der Fuchs und der Straßenkater schwindeln ihm vor, die goldene Uhr sei schuld an seiner langen Nase und wenn er sie ihnen gibt, wird die Nase wieder kurz. Pinocchio durchschaut aber den Schwindel. Eine einhörnige weiße Ziege, die in Wirklichkeit die gute Fee ist, gibt ihm den Ratschlag, zur klugen Kröte zu gehen, die in einem Brunnen wohnt. Pinocchio macht sich auf den Weg, trifft nochmals den Straßenkater, der ihm vergeblich die Uhr abluchsen will. Bei der Kröte angelangt, gibt sie Pinocchio den Ratschlag, dass er dem Jungen Romeo die Wahrheit sagen, aber keinesfalls mit ihm mitgehen soll. Pinocchio läuft Romeo hinterher und während er seine Lügen beichtet, wird die Nase wieder kurz. |                                        |                                 |                         |                                       |
| 38 | Kommt mit ins Spielzeugland            | Omochano kuni he iku basha      | 11. Jan. 1977           | 25. Mai 1978                          |
| Romeo teilt Pinocchio mit, dass er dorthin geht, wo er nicht mehr so viel lernen muss: Ins Spielzeugland, wo jeder Tag ein Feiertag ist. Er hat sogar eine Fahrkarte für die Kutsche dorthin. Pinocchio glaubt ihm nicht. Sogar als Romeo Pinocchio zu einer alten Eule führt, die ihm bestätigt, dass es das Spielzeugland wirklich gibt, wenn man an dessen Existenz glaubt, ist Pinocchio skeptisch. Der Fuchs und der Kater, die Pinocchio noch immer die Uhr stehlen wollen, können Romeo durch einen Trick die Fahrkarte ins Spielzeugland abnehmen, um sie an ein faules Kind zu verkaufen. Trotzdem warten Romeo und Pinocchio unter einem einsamen Baum auf die Kutsche. Tatsächlich kommt in der Nacht eine Kutsche mit vielen Kindern, die von vielen traurigen Eseln gezogen wird. Obwohl Romeo keine Fahrkarte mehr hat, wird er vom Kutscher mitgenommen. Nach anfänglichem Zögern fährt Pinocchio mit Gina ebenfalls mit. In der Kutsche sitzen schon der Fuchs und der Kater. |                                        |                                 |                         |                                       |
| 39 | Achterbahn und Karussell               | Subarashi omochano kuni         | 18. Jan. 1977           | 1. Juni 1978                          |
| Die Eselkutsche fährt mit den Kindern durch einen dunklen Wald und einen Tunnel, bis sie endlich im Spielzeugland ankommt. Dort können Pinocchio, Gina, Romeo, der Fuchs und der Straßenkater nach Belieben mit der Achterbahn und mit dem Karussell fahren. Sie rodeln, springen mit dem Fallschirm ab und rutschen auf der Wasserrutsche. Der Fuchs und der Kater müssen niemandem das Essen stehlen, weil überall Apfelbäume und Bananenpalmen wachsen. Abends feiern die Kinder am Lagerfeuer, bis sie alle erschöpft einschlafen. Der Kutscher, der die Kinder hergebracht hat, lacht sich ins Fäustchen. |                                        |                                 |                         |                                       |
| 40 | Schreck in der Morgenstunde            | Roba ninatta Pikorino           | 25. Jan. 1977           | 8. Juni 1978                          |
| Während sich Pinocchio im Spielzeugland amüsiert, bemerkt Gina, dass der Kutscher in seinem Haus aus einem Geheimversteck viele Goldmünzen rausholt und zählt. Sie will es Pinocchio erzählen, findet ihn aber nicht. Pinocchio legt sich am Abend in ein Bett und wacht am nächsten Morgen mit großen Eselsohren auf. Ein Meerschweinchen verrät ihm, dass er die unheilbare I-Ah-Krankheit hat, eine Strafe, die man bekommt, wenn man nur herumspielt. Pinocchio verwandelt sich tatsächlich in einen Esel und kann nicht mehr reden, sondern nur noch schreien wie ein Esel. Als der Kutscher ihn aus dem Haus geleitet, bemerkt Pinocchio, dass sich auch der Fuchs und der Kater in einen Esel verwandelt haben. Pinocchio will frisch ankommende Kinder warnen, sie verstehen ihn aber nicht. |                                        |                                 |                         |                                       |
| 41 | An den Zirkus verkauft                 | Sakasu ichiza no nakamatachi    | 1. Feb. 1977            | 15. Juni 1978                         |
| Pinocchio, der Fuchs und der Straßenkater, alle drei sind nun Esel, werden vom Kutscher an einen Zirkusdirektor verkauft. Dort lernen sie den Löwen Rosario kennen, der der Star der Manege ist. Die drei erzählen ihm ihr Schicksal, der Löwe glaubt ihnen allerdings nicht, dass die drei nicht schon immer Esel gewesen sind. Pinocchio, der Fuchs und der Kater lernen Kunststücke, dürfen im Zirkus auftreten und ringen dem Löwen sogar den Rang als größte Attraktion ab. Gina, die schon eine Woche auf der Suche nach Pinocchio ist, besucht den Zirkus, erkennt ihn aber nicht und geht weiter. |                                        |                                 |                         |                                       |
| 42 | Drei Esel und die ganz große Nummer    | Jina no takaramono              | 8. Feb. 1977            | 22. Juni 1978                         |
| Gina sucht Pinocchio noch immer. Die gute Fee, in Gestalt einer Taube, verrät ihr, dass sie zurück zum Zirkus gehen soll. Im Zirkus sollen Pinocchio, der Fuchs und der Kater in der Zwischenzeit durch brennende Reifen springen, sie weigern sich aber, Pinocchio flüchtet deswegen sogar und muss wieder eingefangen werden. Gina erfährt vom Löwen, dass es tatsächlich einen Pinocchio im Zirkus gibt, allerdings ist dieser ein Esel. Auch als Gina den Esel Pinocchio sieht, erkennt sie ihn nicht. Erst, als er wie so oft die Nerven verliert und sie beschimpft, weil sie ihm nicht glaubt, erkennt sie ihn. Weil der Fuchs und der Kater recht zufrieden mit ihrem Schicksal als Esel sind, muss sie alleine Hilfe holen. Sie sucht die gute Fee, findet aber nur die Schnecke mit der Kerze auf dem Kopf, die ihr früher schon einmal begegnet ist (siehe Episode 32: Der geheimnisvolle Turm). Diese berichtet ihr, dass die Fee sehr weit weg ist. Sie richtet Pinocchio aus, dass er gute Taten vollbringen soll. Währenddessen lernen Pinocchio, der Fuchs und der Kater, wie man auf großen Kugeln läuft und sind die Attraktion im Zirkus. |                                        |                                 |                         |                                       |
| 43 | Hilfe, Hilfe – Feuer, Feuer !          | Roba no kyokugei                | 15. Feb. 1977           | 29. Juni 1978                         |
| Der Zirkus reist ins nächste Dorf und die Mitarbeiter schlagen dort das Zelt auf. Der Esel Pinocchio darf das eigentlich für den Löwen reservierte Fleisch fressen, teilt es aber nur sehr ungern mit dem Löwen, dem Fuchs und dem Kater. Er ist noch immer die Haupt-Attraktion des Zirkus. Abends leert der Zirkusdirektor zufrieden seine Pfeife aus, wodurch die Asche später das gesamte Zirkuszelt in Brand steckt. Pinocchio wacht auf, weckt den Direktor und obwohl ihm die Ente Gina rät, vor dem Feuer wegzulaufen, rettet er den eingesperrten Löwen, den angeleinten Fuchs und den Kater. Erst danach flüchten die drei Esel vor dem Feuer und stürzen in einen Bach. Am nächsten Tag wacht Pinocchio am Ufer des Baches auf und ist wieder eine Puppe. Die Freude ist groß. |                                        |                                 |                         |                                       |
| 44 | Die alte Rosetta                       | Rozetta-obaasan                 | 22. Feb. 1977           | 6. Juli 1978                          |
| Pinocchio sucht wieder den alten Geppetto. Unterwegs entdeckt er eine Reisetasche, deren Besitzerin eine alte Frau ist, die hoch oben auf einem Baum sitzt und Vogeleier sucht. Beim Versuch, sie zu retten, stürzen beide ab und Pinocchio verletzt sich am Knie. Die alte Frau heilt sein aufgeschundenes Knie und zieht von dannen. Pinocchio läuft ihr hinterher, die alte Frau gibt ihm Plätzchen zu essen. Pinocchio isst diese so hastig, dass er Schluckauf bekommt. Auch davon kann ihn die alte Frau heilen. Nun ist Pinocchio endgültig überzeugt, dass sie eine alte Hexe ist. Er trägt ihre Tasche und kann sogar verhindern, dass diese vom Fuchs und vom Straßenkater, welche beide ebenfalls keine Esel mehr sind, gestohlen wird. Die beiden glaubten, dass in der Tasche Goldmünzen sind. Als Pinocchio bemerkt, dass die alte Frau keine Hexe und schon gar nicht die gute Fee ist, will er wieder Geppetto suchen gehen. Erst als ihn Gina überredet, der alten Frau weiter zu helfen, trägt er ihre Tasche bis zur nächsten Stadt. |                                        |                                 |                         |                                       |
| 45 | Der gestohlene Leierkasten             | Obaasan no musuko               | 1. März 1977            | 13. Juli 1978                         |
| Pinocchio trägt die alte Rosetta in die nächste Stadt, wo ihr Sohn Camirio einen Leierkasten besitzt und damit Geld verdient. Sie will über den Sommer bei ihm bleiben. Leider stehlen der Fuchs und der Kater den Leierkasten, um ihn zu verkaufen, Pinocchio kann ihn allerdings zurückholen. Camirio verdient gemeinsam mit Pinocchio Geld mit dem Leierkasten, doch auch dieses Geld wird vom Fuchs und vom Kater gestohlen. Diesmal rennt die alte Rosetta den beiden hinterher und kann sie tatsächlich stellen. Fuchs und Kater nehmen Reißaus, müssen allerdings das Geld fallen lassen. Weil Pinocchio weiter wandern will, um Geppetto zu suchen, überlässt ihm die alte Rosetta das soeben verdiente Geld. Pinocchio macht sich gemeinsam mit Gina wieder auf den Weg. |                                        |                                 |                         |                                       |
| 46 | Ein Gorilla und zwei Halunken          | Gorira no ochi                  | 8. März 1977            | 20. Juli 1978                         |
| Pinocchio fährt mit der Kutsche in das nächste Dorf und kauft in einem Lokal mit dem letzten Geld etwas zu essen. Dabei erfährt er, dass seit ein paar Tagen ein Dieb im Dorf sein Unwesen treibt. Wenig später sieht er auch schon einen Gorilla vor dem aufgebrachten Mob davonrennen. Dieser erzählt ihm, nachdem er entkommen ist, seine Geschichte: Er hat bei einer alten Frau mit Namen Sieglinde gewohnt, hat es dort aber nicht mehr ausgehalten, deswegen ist er geflüchtet. Ausgerechnet am Tag der Flucht ist aber im Dorf der Dieb aufgetaucht und darum verdächtigen alle ihn. Pinocchio will den Dieb fangen und stellt in der Nacht fest, dass es sich um zwei Halunken handelt. Er und auch die Dorfbewohner verfolgen die beiden. Jetzt steht auch für die Dorfbewohner fest, dass der Gorilla unschuldig ist. Die beiden Diebe, Fuchs und Kater, können flüchten, der Gorilla ist aber in Sicherheit. Pinocchio verabschiedet sich von ihm. |                                        |                                 |                         |                                       |
| 47 | Die geheimnisvolle Höhle               | Himitsu nohora ana              | 15. März 1977           | 27. Juli 1978                         |
| Der Fuchs und der Kater beobachten Dorfbewohner, die mit einem Pferdefuhrwerk zu einer mit Steinen versteckten Höhle fahren, dort etwas abladen und wieder wegfahren. Die beiden gehen davon aus, dass sich in der Höhle Schätze befinden und entfernen die Steine, allerdings können sie das mit einem großen Schloss versperrte Tor zur Höhle nicht öffnen. Sie locken Pinocchio zur Höhle, indem sich der Kater als Geppetto verkleidet, und behaupten danach, dieser wäre in dieser Höhle verschwunden. Pinocchio versucht mit einem Brett, das Tor aufzubrechen, durch die Reibung, die dadurch entsteht, beginnt das Tor zu brennen. Als das Tor die Höhle freigibt, laufen der Fuchs und der Kater hinein, entdecken aber, dass sich nur Weinfässer in der Höhle befinden, die sie auch gleich darauf zerstören, in der Hoffnung, doch noch etwas Wertvolles zu finden. Auch Pinocchio läuft in die Höhle und bemerkt, dass er wieder einmal aufs Kreuz gelegt wurde. Unterdessen sehen auch die Dorfbewohner die Rauchsäule in der Entfernung aufsteigen und laufen zur Höhle, in der sie den Fuchs, den Kater und Pinocchio vorfinden. Die Dorfbewohner fesseln alle drei und bringen sie ins Dorf. |                                        |                                 |                         |                                       |
| 48 | Bei Holzfällern und Eichhörnchen       | Risu no oyako                   | 22. März 1977           | 3. Aug. 1978                          |
| Pinocchio, der Fuchs und der Kater sind gefesselt und jeder bekommt von den Dorfbewohnern eine Strafe: Pinocchio muss 10 Bäume fällen, der Fuchs muss 100 Maulwürfe fangen und der Kater muss 100 Ratten fangen. Der Fuchs und der Kater fürchten sich aber vor diesen Tieren und scheitern bei dem Versuch, die Tiere zu fangen, deswegen müssen sie Pinocchio beim Holzfällen helfen. Dieser bemerkt, dass eine Eichhörnchen-Familie auf einem der Bäume wohnt, den er fällen soll. Er schwindelt die Dorfbewohner an, dass sich Giftschlangen unter dem Baum befinden. Während die Dorfbewohner den Baum verbrennen wollen, evakuiert Pinocchio die Eichhörnchen-Familie. Der Fuchs und der Kater nehmen an, dass sich im Eichhörnchen-Loch Vogeleier befinden und klettern hinauf. Erst als der Baum unter ihnen brennt, bemerken sie das Problem, das sie sich damit eingebrockt haben. Pinocchio hat in der Zwischenzeit auf einem Schleichweg den Wald verlassen und macht sich wieder auf die Suche nach Geppetto. |                                        |                                 |                         |                                       |
| 49 | Die Fahrt über den Strudel             | Oji-san ni aitai                | 29. März 1977           | 10. Aug. 1978                         |
| Der Specht Rocco findet Pinocchio und teilt ihm das Gerücht mit, dass sich Geppetto in der Küstenstadt aufhält. Dort angekommen erfährt Pinocchio, dass Geppetto vor zwei Wochen mit einem Boot zu einer in der Nähe liegenden Insel aufgebrochen ist. Pinocchio will auch sofort dorthin, es wird ihm davon aber abgeraten, weil sich genau in der Mitte zwischen Küstenstadt und Insel ein Strudel befindet. Pinocchio soll bis zum nächsten Morgen warten, dann könnte er mit Fischern mitfahren. Pinocchio will aber so schnell wie möglich hin und baut sich ein Floß. Der Fuchs und der Straßenkater beobachten ihn, glauben, er will auf der Insel einen Schatz bergen und bauen ebenfalls ein Floß, damit sie vor ihm dort ankommen. Alle drei brechen fast gleichzeitig in der Nacht auf und geraten prompt in den Strudel. Der Fuchs und der Kater kentern, Pinocchio übersteht den Strudel. Am nächsten Morgen taucht exakt unter ihm ein Wal auf und auch Pinocchio kentert mit Gina und Rocco. |                                        |                                 |                         |                                       |
| 50 | Im Bauch des Walfisches                | Kujira no onaka                 | 5. Apr. 1977            | 17. Aug. 1978                         |
| Pinocchio und Gina werden von einem Pottwal verschluckt. Im Magen lernt er einen Thunfisch kennen, der seit seiner Geburt im Wal lebt und nichts anderes kennt. Er erklärt Pinocchio, dass es in seiner Welt vier Meere gibt. Gina erkennt, dass es die vier Mägen des Wales sein müssen. Pinocchio versucht vergeblich, durch die Speiseröhre wieder ins Freie zu klettern, weil andauernd frisches Wasser von draußen durch die Speiseröhre fließt und ihn immer wieder zurück in den ersten Magen schwemmt. Also erkundet Pinocchio die anderen drei Mägen des Wales und prompt findet er im hintersten Magen den alten Geppetto und dessen Katze Giulietta. Es geht ihnen gut, sie ernähren sich von Konserven, die der Wal gefressen hat. Er ist seit Wochen im Walbauch und hat mehr als 100 Mal versucht zu flüchten. Die Wiedersehensfreude ist trotzdem sehr groß. |                                        |                                 |                         |                                       |
| 51 | Wiedersehen mit Geppetto               | Ochini kaero uyo                | 12. Apr. 1977           | 24. Aug. 1978                         |
| Pinocchio will mit Geppetto, Gina und der Katze Giulietta aus dem Bauch des Wals flüchten. Geppetto baut eine Strickleiter und alle vier können mit dem Thunfisch durch die Speiseröhre bis ins Maul vordringen. Leider schluckt der Wal wieder Wasser und alle werden wieder zurück in den Magen gespült. Geppetto will aufgeben, Pinocchio nicht. Er tritt wütend gegen die Walrippen und kickt auch ein paar Pfefferbüchsen gegen die Rippen, die dadurch aufplatzen, wodurch sich der ganze Pfeffer im Magen verteilt. Der Wal spuckt seinen Mageninhalt aus, wodurch Pinocchio, Geppetto, Gina, Giulietta und der Thunfisch ins Freie gelangen. Pinocchio verliert Geppetto aus den Augen, trifft aber zum Glück ausgerechnet die Schildkröte, deren Eier er in Folge 26 gerettet hat. Sie teilt ihm mit, Geppetto schon an einen Strand gebracht zu haben und rettet nun auch Pinocchio und Gina. Am Strand angekommen gibt es eine große Wiedersehensfreude, als alle wieder beieinander sind: Pinocchio, Geppetto, Gina, Giulietta und der Specht Rocco, der die ganze Zeit über dem Wal hergeflogen ist und auch auf ihm geschlafen hat. |                                        |                                 |                         |                                       |
| 52 | Endlich daheim                         | Itsumademoitsumademo            | 19. Apr. 1977           | 31. Aug. 1978                         |
| Pinocchio, Gina, Geppetto, Giulietta und Rocco sind wieder daheim. Pinocchio ist ganz brav, hackt Holz und holt Wasser. Plötzlich tauchen der Fuchs und der Straßenkater auf und überreden Pinocchio, in der Stadt bei einer Wäscherei zu arbeiten. Weil Pinocchio dem Geppetto einen neuen Anzug kaufen will, kommt er mit und arbeitet hart. Gina kann aber mithören, wie der Fuchs und der Kater sich schon auf den 2-Monats-Gehaltsvorschuss freuen, die sie für die Vermittlung bekommen werden. Gina verrät es Pinocchio, der natürlich sofort aufhört zu Bügeln, um den Fuchs und den Kater zu jagen. Bei der Gelegenheit brennt das Bügeleisen ein Loch in das Laken, weshalb der Wäschereibesitzer Pinocchio wütend rauswirft. Enttäuscht berichtet Pinocchio Geppetto, was ihm widerfahren ist. Dieser meint, dass der gute Wille zählt und ist Pinocchio nicht böse, weil er den ganzen Tag weg war. Pinocchio geht abends schlafen und wacht am nächsten Tag als Menschenjunge auf. Er hört die Stimme der guten Fee, die ihn sehr lobt und ihn auffordert, für immer bei Geppetto zu bleiben. Alle freuen sich. |                                        |                                 |                         |                                       |

## Erfolg in Deutschland
Laut Bernd Dolle-Weinkauff erreichte die Anime-Serie in Deutschland, wie auch Heidi und Biene Maja, eine beachtliche Breitenwirkung, Pinocchio wird bis heute immer wieder im Fernsehen gezeigt.